# Beta amiloide
La beta amiloide (Aβ o Abeta) és un pèptid de 36-43 aminoàcids processat a partir d'una proteïna precursora amiloide (APP). Tot i que normalment es relaciona només amb la malaltia d'Alzheimer, intervé en funcions alienes a la malaltia. S'han trobat proves que l'Aβ té múltiples activitats que no tenen res a veure amb l'Alzheimer.

## activitat normal de l'Aβ
S'han descobert diverses activitats importants de l'Aβ que no estan associades a les malalties, com ara l'activació d'enzims cinasa,
la protecció contra l'estrès oxidatiu,
la regulació del transport del colesterol.
També s'ha trobat que funciona com a factor de transcripció i que té activitat anti-microbiana (relacionada amb la seva activitat pro-inflamatòria).

## Associació amb la malaltia

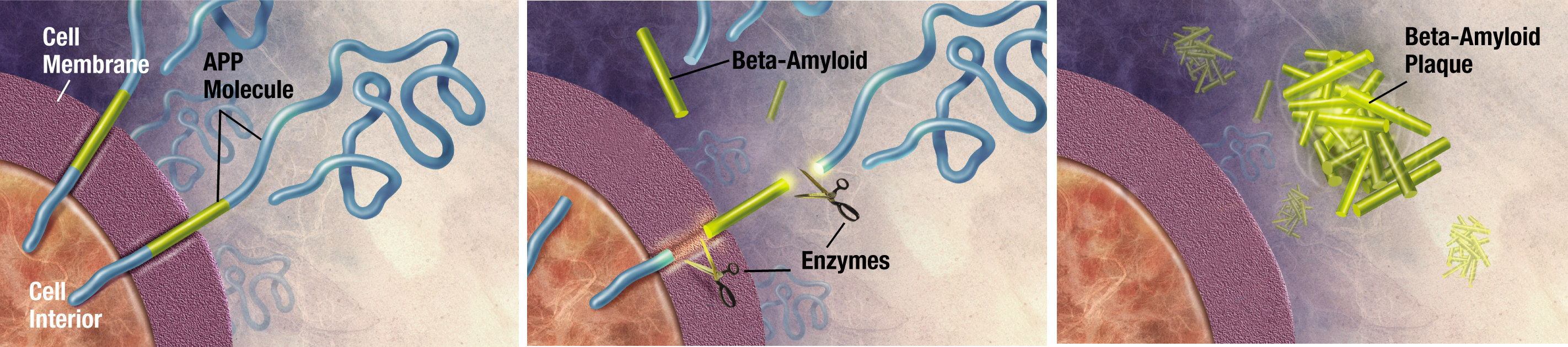
Els enzims actuen sobre l'APP i la tallen en fragments. Un d'ells és la beta-amiloide, proteÏna implicada en la formació de les plaques senils en l'Alzheimer

La beta amiloide és el component principal de les plaques d'amiloide trobades al cervell dels pacients d'Alzheimer. Apareixen plaques similars en algunes variants de la demència de cossos Lewi i també en la miositis amb cossos d'inclusió (una malaltia de l'aparell muscular), mentre que l'Aβ en si mateixa pot formar també agregats que rodegen les venes cerebrals, com és el cas de l'angiopatia amiloide cerebral.
Les plaques formades estan compostes per un embull d'agregats fibrosos ordenats regularment, anomenats fibres d'amiloide. Aquestes fibres són un plegament proteic format, junt amb l'Aβ, per prions, associats a malalties causades per la malformació de proteïnes. Recerques recents suggereixen que la forma oligomèrica soluble del pèptid pot ser causant del desenvolupament de l'Alzheimer.

## Formació

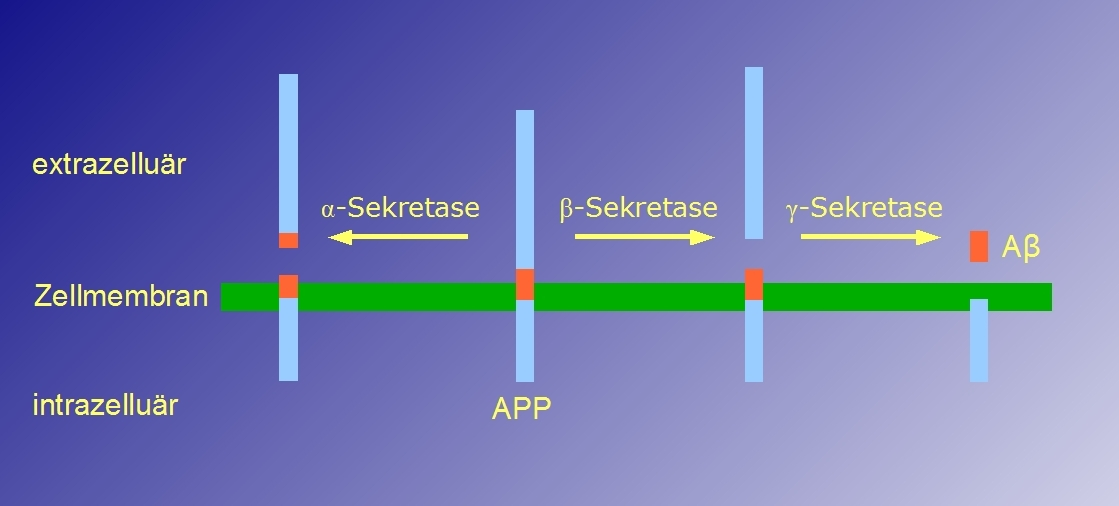
L'escissió de l'APP per les secretases

L'Aβ es forma després d'un seguit de divisions de la proteïna precursora de l'amiloide (l'APP), una glicoproteïna transmembranosa de funció indeterminada. L'APP pot ser processada per α-, β- i γ- secretases.
L'Aβ es crea després de l'activitat successiva de β i γ secretases. La γ-secretasa, que s'encarrega de l'extrem C-terminal del pèptid Aβ, parteix la regió transmembranosa de l'APP i genera múltiples isoformes de 36-43 aminoàcids. Les isoformes més comunes són l'Aβ40 I l'Aβ42; la forma més curta es genera, normalment, per la partició que té lloc al reticle endoplasmàtic, mentre que la forma més llarga es produeix per la partició a l'aparell de Golgi. L'Aβ40 és la més comuna de les dues, però l'Aβ42 és més fibrilogènica i, per tant, està més associada a les malalties. S'ha observat que en cas de mutacions a l'APP, relacionades amb casos precoços d'Alzheimer, s'incrementa la producció relativa d'Aβ42, i com a conseqüència potser la teràpia per l'Alzheimer hauria de modificar l'activitat de la β i γ secretases per produir principalment Aβ40.

## Genètica
Hi ha mutacions autosòmiques dominants en l'APP que causen Alzheimer precoç (Alzheimer familiar), una variant poc comuna de l'Alzheimer. No afecta més d'un 10% dels casos, i la majoria de casos d'Alzheimer no presenten aquesta mutació. Tot i això, l'Alzheimer familiar és el resultat d'una alteració en el processament de proteïnes. L'augment del nivell total d'Aβ o de les concentracions relatives d'Aβ40 i Aβ42 (la primera sol estar més concentrada en plaques cerebrovasculars, la segona en plaques neurítiques) està implicat en la patogènesis de tant l'Alzheimer familiar com l'Alzheimer esporàdic. Degut a la seva naturalesa més hidròfoba, l'Aβ42 és la forma més amiloidogènica del pèptid. Això no obstant, la seqüència central KLVFFAAE és coneguda per formar l'amiloide per ella sola, i probablement formi el nucli de la fibrilla.
La "hipòtesi de l'amiloide", que suggereix que les plaques són les responsables de la patologia de l'Alzheimer, és acceptada per la majoria d'investigadors però en cap cas està establerta com a definitiva. Els dipòsits intracel·lulars de la proteïna tau també han sigut identificats en la malaltia, i potser també hi estan implicats. Es creu que els oligòmers que formen el pèptid amiloide són les espècies citotòxiques i no tant les fibres madures.
Una hipòtesi alternativa diu que no són les plaques d'amiloide les responsables de la malaltia sinó els oligòmers d'aquest pèptid. Ratolins modificats genèticament perquè expressin oligòmers però no plaques (APPE693Q) presenten la malaltia. A més, alguns ratolins modificats genèticament per transformar els oligòmers en plaques (APPE693Q X PS1ΔE9), deixen d'estar danyats front a ratolins que només tenen oligòmers.

## Estructura
La beta amiloide està desestructurada intrínsecament, és a dir, en dissolució no adquireix un plegament terciari compacte sinó que s'organitza sota diferents estructures. És per això que no pot ser cristal·litzada i la majoria del coneixement estructural d'aquest pèptid prové de la RMN (Ressonància Magnètica Nuclear) i de la dinàmica molecular. Els models de polipèptids de 26 aminoàcids provinents de la beta amiloide (Aβ 10-35) obtinguts a partir de la RMN mostren una estructura compacta enrotllada que manca d'una estructura secundària significativa. Els estudis que investiguen les dinàmiques moleculars dels intercanvis de rèpliques suggereixen que, en efecte, l'Aβ pot adquirir múltiples estats estructurals diferenciats entre si. Estudis més recents van identificar, gràcies a anàlisis estadístiques, una gran diversitat de grups conformacionals diferenciats. Gràcies a simulacions de RMN, s'ha comprovat que l'Aβ 1-40 i l'Aβ 1-42 mostren estats conformacionals completament diferents, sent l'extrem C-terminal de l'Aβ 1-42 molt més estructurat que el de l'Aβ 1-40.
La informació sobre l'estructura de l'estat oligomèric de l'Aβ encara és escassa avui en dia. Baixes temperatures i baixes condicions de sal van permetre aïllar oligòmers pentamèrics en forma de disc desproveïts d'estructura beta. En canvi, la solució soluble d'oligòmers en presència de detergents presentava uns continguts alts de capes d'estructura beta, barrejades amb caràcters paral·lels i antiparal·lels diferents a les fibres. Hi ha estudis que suggereixen la idea d'una cadena antiparal·lela beta-gir-beta en comptes d'oligòmers incrustats en la membrana.

## Mesurar la beta amiloide

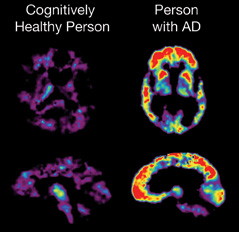
Els colors vermell i groc indiquen que la captació del Compost-B Pittsburg (PiB) és més elevada en pacients amb Alzheimer que en persones cognitivament sanes. El PiB s'uneix a les plaques de beta-amiloide del cervell, i pot ser identificat amb el TEP.

Hi ha diverses maneres de mesurar l'Aβ. Pot ser mesurada de manera semi quantitativa amb tècniques d'immunització, que permeten també determinar la seva situació. L'Aβ sembla principalment vascular, com es mostra en l'angiopatia amiloide cerebral o en plaques senils vasculars. Un mètode molt sensible és l'ELISA, que és un assaig immunosorbent que utilitza un parell d'anticossos per reconèixer la beta amiloide. Alguns compostos, en concret el Compost-B Pittsburgh (BTA-1, una tioflavina), poden unir-se a l'Aβ tant in vitro com in vivo. Aquesta tècnica, que es combina amb la representació òptica TEP (tomografia per emissió de positrons), s'ha fet servir per veure àrees plenes de dipòsits de plaques en pacients d'Alzheimer.
El microscopi de força atòmica, que pot visualitzar superfícies moleculars a nanoescala, es pot fer servir per determinar l'estat d'agregació de l'Aβ in vitro.
La interferometria dual polaritzada és una tècnica òptica que pot mesurar els estats més primerencs d'agregació i d'inhibició, mesurant la mida molecular i les densitats de les fibres mentre s'allarguen. Aquests processos d'agregació també poden ser estudiats en estructures de bicapes lipídiques.

## Estratègies d'intervenció
Investigadors de l'Alzheimer han identificat cinc estratègies com a possibles intervencions en contra de l'amiloide:
- Inhibidors de β-secretasa: bloquegen la primera partició de l'APP fora de la cèl·lula.
- Inhibidors de la γ-secretasa (p. ex. semagacestat): bloquegen la segona partició de l'APP a la membrana de la cèl·lula i, per tant, deturen la formació de l'Aβ i dels seus fragments tòxics.
- Agents selectius de disminució de l'Aβ42 (tarenflurbil): modulen l'y-Secretasa per reduir la producció d'Aβ42 a favor de la producció d'altres models (més curts) d'Aβ.
- Immunoteràpia: estimulen el mateix sistema immunitari per reconèixer i atacar l'Aβ o per produir anticossos que o bé prevenen la deposició de plaques o estimulen la liquidació de plaques.
- Agents anti-agregants[31] (apormorfina): prevenen que fragments d'Aβ s'agreguin o bé netegen els agregats una vegada ja s'han format.[32]

S'ha trobat algun indici que la suplementació de l'hormona melatonina podria ser efectiva contra l'amiloide. La melatonina interacciona amb l'Aβ i inhibeix la seva agregació. Aquesta activitat anti-agregatòria només té lloc quan hi ha interacció entre els dímers del pèptid soluble de l'Aβ. La melatonina no inverteix la formació de fibres o d'oligòmers de beta amiloide un cop s'han format. Aquest estudi s'ha fet a través d'experiments amb ratolins transgènics, que indiquen que la melatonina té aquest potencial d'evitar la deposició d'amiloide si s'administra aviat, però és ineficaç a l'hora d'invertir el procés de deposició de l'amiloide o de tractar la malaltia de l'Alzheimer.
Aquesta connexió amb la melatonina, que regula el son, s'evidencia encara més gràcies a una investigació recent que demostra que l'orexina (hormona que indueix al despertar) influencia l'Aβ (vegeu més avall). És interessant observar que experiments amb animals mostren que la melatonina també corregeix petites elevacions de nivell de colesterol, que també és un factor de risc per la formació de beta amiloide.
L'ecannabinoide HU-210 també té a veure amb la prevenció de la inflamació potenciada per l'Aβ.

## Ritme circadiari de la beta amiloide
Un informe del 2009 explicava que la producció de beta amiloide segueix un ritme circadiari augmentant quan l'animal (ratolí) o la persona està desperta i descendint durant les hores de son. S'ha vist que l'orexina, neuroproteïna que indueix/promou el desvetllament, és necessària per al ritme “diari” de la producció d'Aβ. L'informe enunciava que períodes excessius de falta de son (com ara per insomni) podrien causar una elevada producció d'Aβ de manera crònica, que al seu torn podria portar, hipotèticament, a l'Alzheimer. Aquesta informació prové de proves freqüents que indiquen que la privació crònica de son està associada amb casos precoços d'Alzheimer. La melatonina també està relacionada amb el manteniment del ritme regular de la beta amiloide. En particular, s'observa que la melatonina està connectada amb el fenomen “sundowning”, el qual es caracteritza pel fet que els pacients d'Alzheimer amb plaques d'amiloide a d'hipotàlem pateixen un agreujament dels símptomes a la tarda o de nit.
Aquest fenomen de "sundowning" podria estar directament o indirecta relacionat amb el recent descobriment d'un augment continu de beta amiloide durant tot el dia.